# Ujung Genteng
Ujung Genteng is een bestuurslaag in het regentschap Sukabumi van de provincie West-Java, Indonesië. Ujung Genteng telt 4286 inwoners (volkstelling 2010).